# Kurt H. Becker
Kurt H. Becker es un físico y empresario. Su investigación se centra en la física experimental atómica, química y del plasma. Es vicedecano de investigación, innovación y emprendimiento de la Escuela Politécnica de Ingeniería de la Universidad de Nueva York. Posee siete patentes relativas a la generación y mantenimiento de plasmas a presión atmosférica y su aplicación.

## Biografía
Obtuvo una maestría y un doctorado en física por la Universidad del Sarre. En 1984, comenzó a trabajar en la Universidad de Lehigh. Fue jefe del departamento de física e ingeniería física, así como director asociado del centro de sistemas ambientales del Stevens Institute of Technology. En 2001, recibió el Premio de Patente Thomas Alva Edison del Consejo de Investigación y Desarrollo de Nueva Jersey. Se incorporó a la Escuela Politécnica de Ingeniería de la Universidad de Nueva York en marzo de 2007, cuando fue nombrado rector asociado de iniciativas de investigación y tecnología y decano de ciencias y artes. Entres sus funciones se encarga de supervisar los programas de la Incubadora de la Universidad de Nueva York que apoyan a las empresas emergentes, incluida ACRE, la incubadora de tecnologías limpias de Nueva York y la primera incubadora de la Universidad de Nueva York.
En julio de 2009, fue nombrado tercer editor en jefe de The European Physical Journal D: Atomic, Molecular, Optical and Plasma Physics. Su enfoque en la revista era la física del plasma a baja temperatura. Es consultor de Ionicon Analytik, una empresa austriaca de instrumentos de análisis de gases. También es miembro de la Sociedad Estadounidense de Física y de la Academia Nacional de Inventores. Fue galardonado con la medalla SASP Erwin Scroedinger otorgada por la Universidad de Innsbruck.

## Investigación
Su investigación se centra en el estudio experimental y teórico de procesos impulsados por electrones en plasmas. Formó parte de un grupo de científicos que lideraron la investigación sobre la determinación de las secciones transversales de ionización de átomos y moléculas. Su investigación contribuyó a comprender la formación de portadores de carga en los plasmas. También investiga las propiedades de los microplasmas básicos a presión atmosférica y su uso en aplicaciones ambientales, biológicas y biomédicas. Su investigación demostró que los plasmas inestables, que pueden guiarse mediante vacío, se vuelven más estables cuando se limitan a menos de 1 mm, lo que permite la manipulación de las sustancias químicas que contienen.

## Publicaciones seleccionadas
- R. Wang, S. Zuo, D. Wu, J. Zhang, W. Zhu, K. Becker y J. Fang, "Síntesis asistida por microplasma de nanopartículas de oro coloidal y su uso en la detección de tropopina cardíaca", Plasma Proc. Escuela politécnica. 12, 380-391 (2015)
- KH Becker, BB Godfrey, EE Kunhardt, M. Laroussi, LD Ludeking, AA Neuber, E. Schamiloglu y AJ Woods, "Sesión conmemorativa de Robert Barker: Liderazgo en ciencia y aplicaciones del plasma", IEEE Trans. Ciencia del plasma. 43, 914-936 (2015)
- H. Deutsch, FX Bronold y K. Becker, "Cálculos de secciones transversales de ionización por impacto de electrones: enfoques inductivos ascendentes frente a deductivos descendentes, Int. J. Espectro de masas. 365/366, 128-39 (2014)
- K. Becker, O. Herskowitz, MJ Kotch, E. Wheeler, J. Aloise, J. Byrd y JM Peterson, "PowerBridgeNY: A Cleantech Proof-of-Concept Center", Tecnología e innovación 16(3-4), 215-222 (2014)